# Sacaba
Villa de San Pedro de Sacaba, ou Sacaba, est la principale ville et la capitale de la province du Chapare, l'une des 16 provinces du département de Cochabamba, en Bolivie. 
Située dans la vallée de Sacaba, à 2 719 m d'altitude et à une dizaine de kilomètres à l'est de Cochabamba, la ville comptait 172 466 habitants en 2012. Communauté agricole fondé par les Quechuas au xie siècle, Sacaba a connu une urbanisation rapide depuis les années 1970.

## Géographie
La ville se trouve à une altitude de 2 719 m, à l'extrémité sud de la Cordillère de Cochabamba, dans la partie orientale de la plaine de Cochabamba.

## Histoire
Sacaba a été fondée le 29 juin 1761. La ville fut le théâtre d'émeutes contre l'éradication de la coca en 2002, ce qui entraîna l'éviction d'Evo Morales, le chef de file du mouvement des cultivateurs de coca et du MAS, de son siège de député au Congrès bolivien. Morales avait protesté contre la fermeture d'un marché de coca à Sacaba, et les manifestations qui s'ensuivirent avaient entraîné la mort de plusieurs personnes. Evo Morales est président de la Bolivie depuis 2006.
Des manifestations de paysans, partisans d’Evo Morales, sont réprimées dans le sang,en novembre 2019, après le renversement du président. Neuf personnes sont tuées par les forces de police selon la Commission interaméricaine des droits de l’homme.

## Population
La population de Sacaba a connu une véritable explosion au cours des années 1980 et 1990, passant de 5 554 habitants au recensement de 1976 à 36 905 habitants à celui de 1992, à 92 581 habitants en 2001 puis à 172 466 habitants en 2012. En raison du manque d'espace dans les limites de la ville de Cochabamba, plusieurs nouveaux ensembles résidentiels ont été créés dans l'espace de 13 km qui sépare Sacaba de Cochabamba. La plupart de leurs habitants travaillent à Cochabamba.